# カトリック手取教会
カトリック手取教会（カトリックてとりきょうかい）は、熊本県熊本市中央区にある、キリスト教（カトリック）の聖堂。

## 概要
熊本市電の電車通りを挟んだところに鶴屋百貨店を臨む繁華街に隣接する。敷地入口にはキリスト教書店「ぶどうの木」が併設されている。
聖堂の設計は鉄川与助が手掛けた。なお、当聖堂が鉄川が最初に手掛けた鉄筋コンクリート製の聖堂である。